# デザイナー 渋井直人の休日
『デザイナー 渋井直人の休日』（デザイナー しぶいなおとのきゅうじつ）は、渋谷直角による日本の漫画作品、およびそれを原作とした2019年のテレビドラマ。

## 概要
お洒落な生活を送りながら右往左往するサブカル中年、渋井直人の日常を描いたショートストーリー。
『宝島AGES』2015年2月号より連載がスタート。同誌の休刊により同じ宝島社発行のファッション雑誌『otona MUSE』に移籍し連載を続けている。

## 登場人物
- 渋井 直人 - お洒落な生活を満喫する52歳の独身デザイナー。
- 新井 くりこ - 渋井のアシスタント。盗癖がある。通称・アレグリ。
- 内田 茂造 - 渋井のアシスタント。雑誌デザイン業界の元大御所だがマックが使えない。通称・モード内田。

## 書誌情報
- 渋谷直角 『デザイナー 渋井直人の休日』 宝島社[1]
  1. 2017年9月8日発行、ISBN 978-4-8002-7478-6

## テレビドラマ
2019年1月期、テレビ東京系木ドラ25枠で放送。光石研が俳優生活40周年にして初のドラマ単独主演を務める。

### キャスト
- 渋井直人（52歳独身、デザイナー） - 光石研
- 杉浦ヒロシ（渋井のアシスタント） - 岡山天音

### 放送回&ゲスト

#### 第1話「渋井直人の新年」
2019年1月18日放送
- ピータードック（渋井の通う古書店カフェ）店主 - 池松壮亮（第4話・第7話・第8話・最終話）
- 高田（女性編集者） - 夏帆 (第1話・第2話)
- 真田シンイチ（超大御所イラストレーター） - 岩松了
- 木村ひる美（ムサビの女子大生） - 川栄李奈（第7話）

#### 第2話「渋井直人の下心」
2019年1月25日放送
- 甲本ヒロミ（雑誌ライター） - 柳英里紗（第7話）
- 仁藤 - 里々佳

#### 第3話「渋井直人の炎上」
2019年2月1日放送
- 京川夢子（シンガーソングライター） - 池田エライザ
- 志村（夢子のマネージャー） - 辻本耕志
- 警官 - 佐藤貢三、大友律

#### 第4話「渋井直人の名声」
2019年2月8日放送
- ルカニ可児（超有名デザイナー、渋井と同期） - 村上淳
- 町田蘭（創作料理の店「らんちま」女将） - 山口紗弥加
- IZUMI - 花音

#### 第5話「渋井直人の渋谷」
2019年2月15日放送
- miyukibeef（インスタグラマー、岐阜のOL） - 内田理央
- 新庄新太郎 - 久道成光

#### 第6話「渋井直人の優しさ」
2019年2月22日放送
- 穴熊茂雄（売れない陶芸家） - 大森南朋
- 穴熊道子（茂雄の妻） - 平岩紙
- ヒカル（ヒロシの友達、歯科助士） - 穂志もえか

#### 第7話「渋井直人のダンス」
2019年3月1日放送
- 川口チワワ（スタイリスト、渋井の妹分） - 臼田あさ美
- 奈良礼生 - 岩瀬亮

#### 第8話「渋井直人の未来」
2019年3月8日放送
- 三浦カモメ（居酒屋「檸檬」の常連、チョコが好き、菓子会社勤務） - 黒木華（第8話 - 最終話）
- ピータードック店主 - 池松壮亮
- 得部（カメラマン、渋井の旧友） - 杉本哲太
- ニャオコ（得部の彼女、気まぐれなブロガー） - 三浦透子
- 居酒屋「檸檬」の女将 - 伊勢志摩

#### 第9話「渋井直人の彼女」
2019年3月15日放送
- 内田茂造（モード内田、かつての雑誌デザイン界大御所） - ベンガル（第10話 - 最終話）

#### 第10話「渋井直人の窮地」
2019年3月22日放送
- 新井くりこ（アレグリ、風船を持った新アシスタント） - 森川葵（第11話・最終話）
- 久保川ジャスール - 内藤正記
- 小笠原 - 中村無何有
- 特別出演 - 滝藤賢一

#### 第11話「渋井直人の仲間」
2019年3月29日放送
- ヒカル（ヒロシの友達、歯科助士） - 穂志もえか
- 渡辺梨加（欅坂46メンバー） - 渡辺梨加（欅坂46）

#### 最終話「渋井直人の休日」
2019年4月5日放送
- メグミ - 横田真悠

### スタッフ
- 監督 - 松本佳奈、久万真路、桑島憲司
- 脚本 - ふじきみつ彦、松本佳奈
- チーフ・プロデューサー - 大和健太郎
- プロデューサー - 田中美幸
- アソシエイト・プロデューサー - 滝山直史
- コンテンツ・プロデューサー - 鎌仲佑允
- 制作 - テレビ東京/C&Iエンタテインメント

### 主題歌
- オープニング - 思い出野郎Aチーム「ステップ」
- エンディング - Nulbarich「Sweet and Sour」